# Tony Martin (actor australiano)
Anthony "Tony" Martin (1 de enero de 1953) es un actor australiano, conocido por haber interpretado a Bill McCoy en la serie Wildside.

## Biografía
Es buen amigo del director Peter Andrikidis.
Estuvo casado con Lucy Martin con quien tuvo un hijo, el actor Justin Martin.
Tony tuvo una relación de diez años con la actriz Lydia Miller, la cual terminó amigablemente.
En 1997 conoció a la actriz australiana Rachael Blake, la pareja finalmente se casó el 21 de diciembre de 2003.

## Carrera
En 1988 interpretó al detective sargento de la policía John Steele en la película The Interview.
En 1989 interpretó al reverendo Bob Brown en la serie E Street.
En 1993 apareció en un episodio de la serie policíaca G.P. donde dio vida a Garry Preston.
En 1994 se unió al elenco de la serie Heartbreak High donde interpretó a William "Bill" Southgate hasta 1995. 
En 1995 se unió al elenco de la película Blue Murder donde interpretó al peligroso criminal australiano Arthur "Neddy" Smith.
En 1997 se unió al elenco de la serie Wildside donde interpretó al detective Bill McCoy hasta el final de la serie en 1999. 
En el 2013 se unió al elenco principal de la serie Serangoon Road donde interpretará al perezoso periodista Bruce "Macca" MacDonald.
En 2017 se unirá al elenco principal de la miniserie Blue Murder: Killer Cop donde dará vida al criminal australiano Arthur "Neddy" Smith.

## Filmografía

### Series de televisión
| Año             | Título                  | Personaje               | Notas                          |
| --------------- | ----------------------- | ----------------------- | ------------------------------ |
| 2017            | Blue Murder: Killer Cop | Arthur "Neddy" Smith    | 2 episodios - miniserie        |
| 2013 - presente | Serangoon Road          | Bruce "Macca" MacDonald | -                              |
| 2005            | Mary Bryant             | Martin                  | 2 episodios - miniserie        |
| 2003            | Bad Cop, Bad Cop        | Gary Moon               | episodio "Yesterday's Zero"    |
| 2000            | The Games               | Jack O'Shea             | episodio "Strikeb"             |
| 1997 - 1999     | Wildside                | Det. Bill McCoy         | 60 episodios                   |
| 1994 - 1995     | Heartbreak High         | Bill Southgate          | 52 episodios                   |
| 1993            | G.P.                    | Garry Preston           | episodio "Close to Her Chest"  |
| 1989            | E Street                | Bob Brown               | episodio "Tuesday"             |
| 1987            | Captain James Cook      | Wilkinson               | miniserie                      |
| 1978            | Chopper Squad           | Tony                    | episodio "Dangerous Operation" |

### Películas
| Año  | Título                      | Personaje             | Notas                                                                                               |
| ---- | --------------------------- | --------------------- | --------------------------------------------------------------------------------------------------- |
| 2014 | Healing                     | -                     | junto a Emmanuelle Béart, Harrison Gilbertson, Socratis Otto, Hugh Parker y Leah Purcell            |
| 2011 | Blood Brothers              | Tony Gilham           | junto a Jodi Gordon, Cariba Heine, Lisa McCune, Jonny Pasvolsky, Michael Dorman y Kylie Watson      |
| 2010 | Cropped                     | -                     | corto - junto a Bridget Walters, Wayne Anthony, Reece Horner y Jacquy Phillips                      |
| 2009 | Closed for Winter           | John Mills            | junto a Deborah Kennedy, Natalie Imbruglia, Daniel Frederiksen y Danielle Catanzariti               |
| 2009 | False Witness               | Bill Murray           | junto a Dougray Scott, Richard Roxburgh, Claire Forlani, Don Hany, Rachael Blake y Stephen Curry    |
| 2006 | Candy                       | Jim Wyatt             | junto a Abbie Cornish, Heath Ledger, Geoffrey Rush, Tom Budge, Roberto Meza Mont y Noni Hazlehurst  |
| 2004 | Jessica                     | Joe Bergman           | junto a Sam Neill, John Howard, Wil Traval, Leeanna Walsman, Oliver Ackland y Felix Dean            |
| 2003 | The Forest                  | Ben                   | junto a Sullivan Stapleton, Anita Hegh y Julia Blake                                                |
| 2003 | Inspector Gadget 2          | Claw                  | junto a French Stewart, Elaine Hendrix, Sigrid Thornton, Bruce Spence y John Batchelor              |
| 2003 | At the Edge of the Bed      | Esposo                | corto - junto a Belinda Giblin y Patrick Trumper                                                    |
| 2002 | The Shot                    | -                     | corto - junto a Mark Lee                                                                            |
| 2001 | The Big House               | Williams              | corto - junto a Gary Sweet, Kick Gurry y Paul Pantano                                               |
| 2000 | Blindman's Bluff            | Jean                  | corto - junto a Rachael Blake y Kate Agnew                                                          |
| 1998 | The Interview               | Det. Sgt. John Steele | junto a Hugo Weaving, Aaron Jeffery, Paul Sonkkila y Michael Caton                                  |
| 1996 | Parklands                   | Cliff                 | junto a Cate Blanchett, Carmel Johnson y Tony Mack                                                  |
| 1995 | Blue Murder                 | Arthur "Neddy" Smith  | junto a Richard Roxburgh, Steve Bastoni, Peter Phelps, Marcus Graham, Alex Dimitriades y Gary Sweet |
| 1988 | Evil Angels                 | Lincoln               | junto a Meryl Streep, Sam Neill y David Hoflin                                                      |
| 1988 | The First Kangaroos         | Dan Frawley           | junto a Dennis Waterman, Chris Haywood, Dominic Sweeney, Jim Carter y Wayne Pygram                  |
| 1987 | Twelfth Night               | Oficial de Policía    | junto a Ivar Kants, Kerry Walker, John Wood y Geoffrey Rush                                         |
| 1985 | Archer                      | Stockrider            | junto a Brett Climo, Robert Coleby, Ned Lander y Doreen Warburton                                   |
| 1981 | The Killing of Angel Street | Les                   | junto a Elizabeth Alexander, John Hargreaves y Norman Kaye                                          |

### Comediante
| Año  | Título                      | Notas                                                         |
| ---- | --------------------------- | ------------------------------------------------------------- |
| 1994 | Mick Molloy and Tony Martin | obra                                                          |
| 1994 | Stars of the Show           | obra - junto a Judith Lucy                                    |
| 1992 | The Show With No Name       | obra - junto a Greg Fleet, Mick Malloy y Matthew Quartermaine |

### Teatro
| Año  | Obra                      | Personaje | Director (a)         | Teatro                     | Notas                                                                   |
| ---- | ------------------------- | --------- | -------------------- | -------------------------- | ----------------------------------------------------------------------- |
| 2012 | The Seed                  | Danny     | Kate Mulvany         | Melbourne Theatre          | -                                                                       |
| 2012 | 8                         | -         | -                    | -                          | junto a Rachael Blake                                                   |
| 2003 | Purgatory Down Under      | -         | -                    | Drama Theatre              | junto a Jenny Baird, Tina Bursill y John Howard                         |
| 2003 | A Parallel Life           | -         | -                    | -                          | junto a Susie Lindeman                                                  |
| 2002 | Annie                     | -         | Max Rayner           | Stirling Community Theatre | junto a Chris Buhagiar, Linda Ellis y Ben Schultz                       |
| 2002 | My Zinc Bed               | -         | Neil Armfield        | Belvoir St. Theatre        | junto a Ben Mendelsohn y Angie Milliken                                 |
| 1996 | The Hope of the World     | -         | Aarne Neeme          | Cremorne Theatre           | junto a Bill Charlton, Peter Marshall y Kaye Stevenson                  |
| 1993 | Lips Together Teeth Apart | -         | Sandra Bates         | Ensemble Theatre           | junto a Sharon Flanagan, Michael Ross y Carol Willesee                  |
| 1988 | The Body                  | -         | Mark Butler          | New Theatre                | junto a Ron Brewster, Graham Gillard y Christine Jeffery                |
| 1988 | Capricornia               | -         | Kingston Anderson    | Belvoir St. Theatre        | junto a Melita Jurisic, Mark Pegler, Justine Saunders y George Spartels |
| 1987 | Magpie's Nest             | -         | Peter Barclay        | Belvoir St. Theatre        | junto a Bob Baines, Paul Gleeson y Ron Graham                           |
| 1987 | Dreyfus in Rehearsal      | -         | Beverley Blankenship | New Theatre                | junto a David Attrill, Beverley Evans y Peter Stevens                   |
| 1985 | Bouncers                  | -         | Terence O'Connell    | -                          | junto a David Argue, Bob Baines y Scott McGregor                        |
| 1983 | All My Sons               | -         | Hayes Gordon         | -                          | junto a Ron Graham, Patricia Hill y Adam Willits                        |
| 1983 | The Sower and The Reaper  | -         | Gary Baxter          | Stables Theatre            | junto a John Hageman, Patricia Jones y Michael Ross                     |
| 1979 | How Sleep the Brave       | -         | Gary Baxter          | Ensemble Theatre           | junto a Steve Brown, Max Cullen, Patrick Dickson y Colin Taylor         |
| 1978 | Female Transport          | -         | Doug Anderson        | Stables Theatre            | junto a Lucy Charles, Shaunna O'Grady y Suzie Stephens                  |
| 1978 | Eva Peron                 | -         | Doug Anderson        | Stables Theatre            | junto a Lucy Charles, Frank Haines y Sascha Stephens                    |
| 1976 | The Changing Room         | -         | John Tasker          | New Theatre                | junto a Bob Baines, Adam Bowen, Alex Pope y Craig Rogers                |

## Premios y nominaciones
| Año  | Categoría                                                            | Premio             | Película/Serie | Resultado |
| ---- | -------------------------------------------------------------------- | ------------------ | -------------- | --------- |
| 2010 | Best Song (junto a Jennifer Hanson y Gwyneth Paltrow)                | Sierra Award       | Country Strong | Nominados |
| 2005 | Most Outstanding Actor in a Drama Series                             | Silver Logie Award | Jessica        | Nominado  |
| 1999 | Best Supporting Actor - Male                                         | FCCA Award         | The Interview  | Nominado  |
| 1999 | Most Outstanding Actor (empató con David Wenham)                     | Silver Logie Award | Wildside       | Ganador   |
| 1998 | Most Outstanding Actor                                               | Silver Logie Award | Wildside       | Ganador   |
| 1998 | Best Performance by an Actor in a Leading Role in a Television Drama | AFI Award          | Wildside       | Nominado  |